# Merida (Disney)
Merida é uma personagem fictícia e a protagonista do filme da Disney•Pixar de 2012, Brave. Trata-se de uma princesa escocesa que gosta de tiro com arco e que, sem querer, desencadeia problemas em seu reino ao tentar contestar sua mãe, a Rainha Elinor, que organiza uma competição pela mão da filha envolvendo os Quatro Clãs mais poderosos das Terras Altas. Porém, ao trocar seu medalhão com uma bruxa por um feitiço que supostamente mudaria a opinião da rainha quanto ao casamento, Merida acaba por transformar a mãe em um urso, contexto no qual a parte principal da história se desenvolve, quando mãe e filha embarcam em uma jornada à procura da reve.

## Desenvolvimento

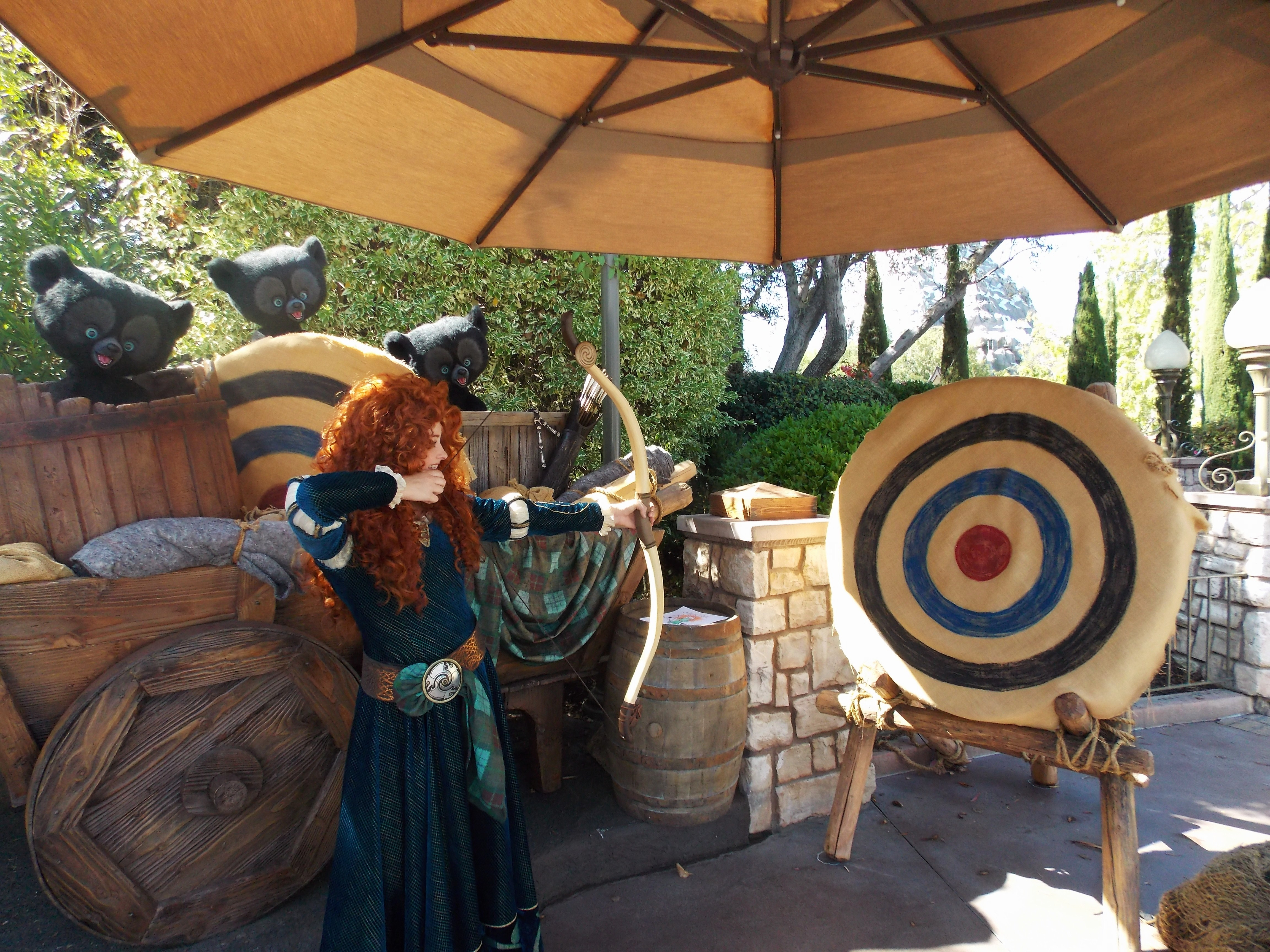
merida in real life shooting with a long bow

A Princesa Mérida é a filha de 16 anos da Rainha Elinor e do Rei Fergus, os governantes de um reino medieval nas Terras Altas escocesas. As expectativas da Rainha Elinor sobre sua filha são de educa-la a fim de tornar-se uma dama, assim como ela própria, mas Merida é dona de uma personalidade tão rebelde quanto seus cabelos e prefere praticar arquearia e hipismo à costurar e fazer discursos. As relações da princesa com o pai são melhores, assim como com os irmãos Hamish, Harris e Hubert, que a ajudam a fazer travessuras por todo o castelo em troca de doces. 

### Valente
Mérida é vista pela primeira vez como uma criança brincando de esconde-esconde com sua mãe, a Rainha Elinor em seu aniversário. Então ela vê o arco de seu pai sobre a mesa e pede a ele para atirar uma flecha com ele. Fergus, seu pai, apresenta-a com seu próprio arco, como um presente de aniversário. Ela atira acidentalmente a primeira seta para a floresta e vai para recuperá-la, até que ela vê um rastro de Will Wisps que a levam de volta a seus pais. Elinor diz a ela que as mechas levá-lo para o seu destino, mas Fergus não acredita. De repente, Mor'du ataca, e Elinor e Mérida fogem enquanto Fergus fica para trás para lutar contra o urso demônio.
Anos mais tarde, Mérida é uma adolescente que Elinor está tentando transformar em uma princesa adequada, apesar da objeção de Mérida. Um dia, quando não há aulas, ela vai montar em seu cavalo Angus. Ela atira flechas em alvos que ela define na floresta, e só explora. Mérida volta para casa para se juntar a sua família para o jantar. Enquanto ela entra, Mérida ouve Fergus falando sobre sua batalha com Mor'du até que ela interrompe e diz que seu pai perdeu a perna esquerda na batalha, e Mor'du está esperando a sua chance de vingança. Momentos mais tarde, Elinor diz a Mérida que os três senhores estão vindo para apresentar seus pretendentes a competir por sua mão em casamento. Não querendo isto, Mérida irritadamente contesta sua mãe e vai para o quarto. Enquanto Mérida está atingindo os pilares de sua cama com sua espada, Elinor entra dizendo-lhe a história de um rei que divide seu reino para cada um de seus quatro filhos para governar, mas o mais velho queria governar toda a terra e por isso trouxe caos e guerra, e sua desejo de seguir seu próprio caminho levou à queda do reino. Mérida se recusa a ouvir. Elinor diz a ela para ir até o fim, mas Mérida ainda não quer. Momentos depois, Mérida é vista com Angus Angus falando do que ela dizia para a mãe sobre os seus desejos se ela quisesse ouvir. Mérida é determinada de que ela não vai se casar com quem ganha os jogos.
Dias depois, os Senhores chegam em DunBroch. Elinor prepara Mérida em um apertado vestido formal e todos eles se reúnem no Grande Salão para a apresentação dos pretendentes. Cada um dos Senhores apresenta seus filhos. Mérida não está satisfeito com nenhum deles. Elinor proclama que somente o primogênito dos grandes líderes podem competir nos jogos o que dá uma ideia de Mérida como sair do casamento: ela declara que ela escolhe tiro com arco para os Jogos Highland.
Quando a competição começa, Mérida esconde seu arco e flecha para trás de seu trono. Como os pretendentes atiram nos alvos, ela conversa com Fergus sobre cada um deles até Wee Dingwall ganhar por acidente, acertando o alvo. Ela foge e aparece no campo, declarando que ela vai atirar para sua própria mão. Ignorando os protestos de Elinor, ela atinge o alvo dos alvos dos dois primeiros pretendentes. Quando ela atira uma flecha através de todo o comprimento da seta de Wee Dingwall, até o alvo, ela sorri ... até que ela vê sua mãe furiosa.
Elinor arrasta e joga Mérida para a sala na tapeçaria para falar sobre as ações de Mérida, com Elinor chamando-a de uma criança e Mérida chamando-a de um animal para tentar arruinar sua vida. Mérida, em seguida faz fatias da tapeçaria familiar entre as fotos de si mesma e Elinor, e Elinor joga o arco de Mérida para o fogo. Mérida fica triste e foge do castelo pois Elinor destruiu seu arco, fazendo ela se sentir horrivelmente culpada e começa a chorar.
Mérida está chorando enquanto ela cavalga com Angus despreocupadamente pela floresta até que se depara com o anel de pedras e um rastro de Will O 'os, levando ela a um entalhador. Percebendo uma vassoura que varre por si só e um corvo falando, Mérida descobre que este entalhador de idade é na verdade uma bruxa, e exige um feitiço. A bruxa diz a ela para sair, ameaçando-a com facas flutuantes, até Mérida oferecer a comprar de todas as suas esculturas com seu pingente em troca de um feitiço que irá mudar seu destino. A bruxa de má vontade dá e evoca uma torta amaldiçoada, que ela diz que fez para um príncipe que queria a força de dez homens, e que conseguiu o que queria. Mérida leva a torta e volta para DunBroch.
Ela foge de volta para a cozinha para fazer a torta apresentável, como Elinor entra na sala, aliviado ao encontrar sua filha em casa. Mérida dá-lhe a torta em uma oferta falsa de paz e Elinor come um pedaço, e de repente começa a se sentir doente. Mérida acompanha Elinor para seus aposentos e coloca-la na cama. De repente, Elinor começa a se transformar em um urso. Mérida fica horrorizada com o efeito da magia e com a ajuda de seus irmãos, Elinor vai para fora do castelo. Eles tentam voltar para a casa da Bruxa, mas ela não esta. Então eles descobrem o caldeirão da bruxa com uma imagem fantasmagórica da Bruxa na mensagem de voz da poção dizendo a Mérida que ela tem até o segundo nascer do sol para quebrar o feitiço ou sua mãe continuará a ser um urso para sempre. A Bruxa diz a Mérida a maneira de fazê-lo que era para lembrar o enigma "Fate ser mudado, olhar para dentro, consertar o vínculo dilacerado por orgulho." Intrigada, Mérida acidentalmente sabota a casa de campo, de modo a Mérida e Elinor se abrigar nos restos da casa para a noite. Mérida tem um sonho sobre uma memória dela como uma criança com Elinor em que ambos estão cantando Noble Maiden Fair (A Mhaighdean Bhan Uasal).
Na manhã seguinte, Elinor traz algumas bagas e água para o café. Mérida explica que os frutos são bagas venenosas e que a água tem vermes nele. Eles vão para um riacho, onde Mérida ensina sua mãe para pegar peixes. Então Elinor vai para a floresta e Mérida a segue, mas Elinor não é ela mesma, e começa a atacá-la até que ela retorna para si mesma. Mérida é confusa até ver um rastro de Will O 'os e segue ele até as ruínas de um castelo. Mérida cai pelo chão em uma sala do trono e percebe que era o reino da história que Elinor estava dizendo para ela. Mérida vê uma pedra com três figuras e uma pedra de divisão com a quarta figura e percebe que a maldição já aconteceu antes, quando o príncipe pediu para mudar seu destino, o que resulta na queda de seu reino e sua transformação para Mor'du. Então ela vê Mor'du e ele ataca até que ela escapa com a ajuda de Elinor e fogem de volta para o círculo de pedras. Mérida percebe que Elinor será como Mor'du para sempre a menos que ela costure a tapeçaria de volta para "consertar o vínculo dilacerado por orgulho" na esperança de que o feitiço vai ser quebrado.
Naquela noite, eles esgueirar-se para o castelo. Espreitando para o Grande Salão, eles vêem Fergus e os senhores atrás de barricadas, lançando armas um para o outro, à beira da guerra. Mérida tenta dizer a Elinor para detê-los. Mas Elinor, em forma de urso, não pode fazer tal coisa, e então Mérida tenta parar com esta loucura. Elinor, com medo de ser vista e atacada, congela-se em uma posição fixa, enquanto Mérida entra no quarto e diz a eles que ela estava em reunião com Elinor. Os Senhores exigem ver a rainha até os silêncios de Mérida sobre todos eles. Ela conta a história do príncipe egoísta que trouxe o caos para a terra, e lembra-lhes que as lendas são lições. Os clãs eram inimigos até que eles foram ameaçados pelos invasores do norte e juntaram forças para defender suas terras. Quando eles ganharam a guerra, os clãs do rei Fergus reuni-los e fez uma aliança. Mérida, então, diz que eles devem ser livres para seguir seus corações e encontrar o seu próprio amor. Os filhos dos Lordes concordam com isso e confessam a seus pais que não querem lutar por uma garota que não quer nada disso. Então, todos concordam, mas Mérida percebe um guarda olhando para Elinor e distrai todo mundo, dizendo-lhes que chegou ao porão para comemorar. Quando todos já se foi, Elinor vai para a sala de tapeçaria.
Como Mérida está à procura de fios e agulhas para consertar a tapeçaria, Elinor se torna selvagem novamente e ataca Mérida. Quando Fergus entra no quarto, ela o ataca, e corta o braço de Mérida. Mérida tenta acalmá-la, mas foge, tentando dizer a Fergus que o urso é Elinor, mas Fergus se recusa a ouvir. Ele tranca o urso na sala de tapeçaria para a proteção e dá a chave para a Maudie velho servo, enquanto ele e os Senhores ir atrás de Elinor. Mérida começa a chorar novamente e chama seus irmãos até eles aparecerem ... mas eles, também, se transformaram em ursos pois comeram a torta amaldiçoada. Ela diz a eles para obter a chave. Eles liberam Mérida, que tenta freneticamente consertar a tapeçaria. Eles seguem os rastros de Will O para onde Elinor foi capturada. Mérida luta contra Fergus para impedir ele de matar Elinor, até que ele está convencido de que os três filhotes de urso ajudam a parar, e ele percebe que eles são seus filhos.
De repente Mor'du aparece e ataca os soldados de Fergus. Então, ele tenta matar Mérida até Elinor ficar livre. Ela salva Mérida e começa a lutar contra Mor'du. Depois que Elinor bate em uma das pedras, ele se vira para matar Mérida, que está segurando uma lança contra ele, até Elinor puxa-lo de volta e esmaga-o contra um menir rachado, que então esmaga-lhe a morte. Um fio de algo saído do seu corpo revela a imagem do príncipe, que acena para eles como em reconhecimento e gratidão e depois desaparece. Quando o sol começa a subir, Mérida percebe que é o nascer do sol segundo, ela agarra a tapeçaria e joga em torno de Elinor, mas percebe que nada está acontecendo. Pensando que ela falhou, chorando, ela abraça sua mãe e pede desculpas por tudo e diz que ela a ama. Em seguida, a tapeçaria volta ao normal. Ela sente uma mão humana tocando seu cabelo e percebe que Elinor é humana novamente. Fergus vem e abraça sua esposa e filha. Mérida lembra que ela está nua sob a tapeçaria e Fergus diz aos senhores para não olhar, assim como os trigêmeos, agora humanos, mais uma vez, vem correndo pelado e abraçam seus pais e irmã.
Mais tarde, Mérida e Elinor estão costurando uma tapeçaria nova com um urso até que sejam chamados para as docas para dizer adeus a Câmara dos Lordes. Então ambos vão de carona em seus cavalos e viajam pela Escócia fazendo seu vínculo mais forte do que antes.

## Em outras mídias
Atualmente, Mérida é um personagem muito comum para conhecer e cumprimentar em vários parques da Disney. No Magic Kingdom, ela pode ser encontrada no jardim de conto de fadas no Fantasyland. Nos parques, ela conhece os hóspedes perto do It's a Small World. Ela também é vista às vezes no World Showcase no Epcot.
Merida também apareceu na série animada do Disney Junior, Princesinha Sofia durante o episódio "A Biblioteca Secreta".
Merida aparece na quinta temporada da série de drama, Once Upon a Time. Ela é interpretada pela atriz escocesa Amy Manson.

## Controvérsia

Merida, como ela apareceu quando foi anunciado que ela iria se juntar a franquia Disney Princesa

Em maio de 2013, a Disney lançou um novo design de Merida, em preparação para sua coroação como 11ª princesa da Disney. O redesenho da personagem contou com uma cintura mais fina, um decote revelador e um vestido brilhante. Isso provocou indignação de muitos fãs e pais, que saudaram Merida como um modelo de imagem corporal para seus filhos. Os grupos feministas criticaram a reforma por supostamente retirar a essência de Merida, o que provocou a indignação de mães e grupos feministas que viu a nova Merida como "uma excessivamente sexualizada versão pin-up de seu antigo eu". Os críticos também foram muito críticos sobre o novo design, dizendo que ele virou Merida em "apenas mais uma princesa". A criadora e co-diretora Brenda Chapman ferozmente criticou a mudança, chamando-a de "atroz" e acrescentou que "Merida foi criada para quebrar esse molde." Uma petição na Change.org foi criada para protestar contra o novo design de Merida, com o website feminino A Mighty Girl argumentando que "fazer ela mais magra, mais sexy e mais madura na aparência, cria uma mensagem para meninas que a versão original de Merida é... inferior; e que para as meninas e as mulheres terem valor... elas devem estar em conformidade com a definição restrita de beleza". A petição recebeu mais de 20 mil assinaturas em sete dias.
Pouco depois de a petição aparecer, a Disney removeu a imagem do novo design de Merida em seu site oficial, a favor da aparência original de Merida. A Disney mais tarde esclareceu a situação, garantindo que Merida permaneceria em sua forma original. A Disney também divulgou um comunicado, "a obra de arte utilizada em sites de mídia sociais oficiais de Merida tem sido sempre o imaginário do filme - não houve mudanças rotineiras com diferentes estilos de arte com nossos personagens e esta capitulação de Merida em seu vestido de festa foi um esforço especial de uma só vez para comemorar sua coroação. Merida exemplifica o que significa ser uma princesa Disney por ser corajosa, apaixonada e confiante e ela continua a mesma forte e determinada Merida do filme cujas qualidades interiores têm inspirado as mães e filhas ao redor do mundo".